# Eugen Jurzyca
Eugen Jurzyca (* 8. února 1958, Bratislava, Československo) je slovenský ekonom a politik. V letech 2010–2012 vykonával funkci ministra školství Slovenska za stranu SDKÚ-DS. V letech 2019–2024 byl poslancem Evropského parlamentu za SaS.

## Život
Vystudoval Vysokou školu ekonomickou v Bratislavě. Po zakončení studia v roce 1981 studoval na Open University v Bratislavě (1991–1992) a absolvoval půlroční stáž na Georgetown University v USA (1993).
Byl členem Rady Nadace otevřené společnosti, konzultantem Světové banky či OECD. Podílel se na několika kurzech a školeních, organizovaných v rámci programů mezinárodních institucí, mezi jinými například právě zmíněná Světová banka a OECD. Pracoval v Centru pro hospodářský rozvoj, působil na Antimonopolním úřadu SR, byl členem Bankovní rady Národní banky Slovenska (NBS) (2000–2001).
V minulosti byl poradcem prezidenta SR Rudolfa Schustera a několika ministrů. Pracoval v Institutu pro ekonomické a sociální reformy (INEKO). V roce 2005 převzal od prezidenta SR Ivana Gašparoviče státní vyznamenání, Řád Ľudovíta Štúra II. třídy.
Ve volbách do Evropského parlamentu v roce 2019 byl lídrem kandidátky strany Sloboda a Solidarita. Získal 33 540 preferenčních hlasů a stal se europoslancem.
V evropských volbách v roce 2024 kandidoval na 2. místě kandidátní listiny SaS, ale nebyl zvolen. Strana totiž získala 4,92 % a žádný mandát.